# Zakithi Nene
Zakithi Nene (Ladysmith, 2 de abril de 1998) es un deportista sudafricano que compite en atletismo, especialista en las carreras de velocidad.
Ganó dos medallas en los Relevos Mundiales, en los años 2024 y 2025. Participó en dos Juegos Olímpicos de Verano, en los años 2020 y 2024, ocupando el quinto lugar en París 2024, en la prueba de 4 × 400 m.

## Palmarés internacional
| Relevos Mundiales | Relevos Mundiales | Relevos Mundiales | Relevos Mundiales |
| Año               | Lugar             | Medalla           | Prueba            |
| ----------------- | ----------------- | ----------------- | ----------------- |
| 2024              | Nasáu (Bahamas)   | Medalla de plata  | 4 × 400 m         |
| 2025              | Cantón (China)    | Medalla de oro    | 4 × 400 m         |